# Боттомлесс-Ґат

Мапа Монтсеррату з річками острова

Боттомлесс-Ґат (англ. Bottomless Ghaut) — річка на острові Монтсеррат (Британські заморські території). Витік розташований на висоті вище 500 метрів над рівнем моря на горі Кеті-Гілл (Katy Hill). Впадає до Атлантичного океану.

## Особливості
Гідрографія острова Монтсеррат значно змінилася, внаслідок кількох вивержень вулкану на горі Суфрієр-Гіллз у 1997 році. Однак північна територія острова не зазнала суттєвих змін, відтак Боттомлесс-Ґат та її річище незмінні, відколи притокові води з підземних джерел та дощів у верхів'ях річки — пробили собі нові шляхи, аби влитися до Атлантичного океану.
Протікає через поселення: Боттомлесс-Ґат-Біч (Bottomless Ghaut Bich), Блейкес (Blakes). Боттомлесс-Ґат тече в північно-східній частині острова та є природною межею двох парохій: Сент-Пітер і Сент-Джорджес.
Гірська річка, яка починається біля підніжжя Кеті Гілл (Katy Hill) і стрімко стікає до узбережжя. Течія її бурхлива, яка вибиває в рельєфі численні перекати і водоспади та морську ущелину.